# Кантегирски хребет
Кантегѝрският хребет (на руски: Кантегирский хребет) е планински хребет в Южен Сибир, част от планинската система на Западните Саяни, разположен в крайната югозападна част на Красноярски край в Русия. Представлява изпъкнала на югозапад дъга с дължина около 90 km, простираща се между река Енисей на север и левите ѝ притоци Кантегир и притокът му Инсуг на северозапад и югозапад и Голая на югоизток. Средна надморска височина 1800 – 2200 m, максимална 2485 m (52°24′26″ с. ш. 91°47′00″ и. д. / 52.407222° с. ш. 91.783333° и. д.), в югоизточната му част. Изграден е от кристалинни шисти и гранити. Склоновете му са дълбоко разчленени от ерозионни долини. От него водят началото си няколко леви притока на Енисей (Голяма Пашкина и др.) и малки десни притоци на Кантегир и леви притоци на Голая. Склоновете му са покрити с тъмноиглолистна планинска тайга. Частично северното му подножие е залято от водите на Саяно-Шушенското водохранилище.
Джебашкият хребет е открит и за първи път изследван и описан през 1842 г. от руския учен, географ и геолог Пьотър Чихачов.

## Топографски карти
- N-46-В М 1:500 000[2]